# Саканделидзе, Зураб Александрович
Зураб Александрович Саканделидзе (груз. ზურაბ ალექსანდრეს ძე საკანდელიძე; 9 августа 1945, Кутаиси — 25 января 2004, Тбилиси) — советский грузинский баскетболист. Заслуженный мастер спорта СССР (1967). Рост — 186 см. Атакующий защитник.
Олимпийский чемпион (1972). Бронзовый призер Олимпийских игр (1968).
Окончил химический факультет Грузинского политехнического института (1975), инженер-технолог. Член КПСС с 1972 года.

## Биография
Родился 9 августа 1945 года в Кутаиси.
Баскетболом начал заниматься в спортшколе заслуженного тренера СССР Сулико Тортладзе, куда Зураба привел его старший брат Анзор. В 15 лет Зураб переехал в Тбилиси. По окончании школы поступил на химико-технологический факультет Грузинского политехнического института и одновременно в БК «Динамо» (Тбилиси), которую тогда тренировал Отар Коркия.
В 1964 году молодого атакующего защитника пригласили в юниорскую сборную СССР, в составе которой, набирая в среднем по 7,2 очка за игру, он завоевал свою первую золотую медаль на юниорском чемпионате Европы в Неаполе (Италия). Уже в следующем 1965 году играл в национальной сборной СССР на чемпионате Европы, причем в стартовой пятерке. По итогам турнира стал чемпионом Европы.
В том же 1965 году вместе с тбилисским «Динамо» Саканделидзе стал бронзовым призером чемпионата СССР, а в составе сборной СССР — серебряным призером Всемирной Универсиады. По итогам того сезона Саканделидзе был включен в список 25 лучших баскетболистов СССР третьим — после С. Белова и А. Травина.
В 1967 году стал чемпионом мира и был признан лучшим защитником чемпионата. По итогам года был признан лучшим спортсменом Грузинской ССР.
В 1968 году стал чемпионом СССР, бронзовым призером Олимпийских игр. В 1969 году в составе сборной СССР в третий раз стал чемпионом Европы, вместе с тбилисским «Динамо» выиграл Кубок СССР, стал серебряным призером чемпионата СССР, а также участником финала Кубка Кубков ФИБА.
В 1972 году стал олимпийским чемпионом.
Карьеру игрока завершил в 1973 году, работал по специальности в пищевой промышленности.
В 1979—1983 — старший тренер мужской команды «Динамо» (Тбилиси), однако больших успехов не добился.
Вскоре вернулся к работе по специальности. С 1995 года руководил чайной фабрикой в Тбилиси, владельцем которой сам и являлся.
Был женат, жена Мацаца, дочка Кэто, сын.
После внезапной смерти сына перестал бороться с развивавшейся болезнью печени. Скончался 25 января 2004 года в своем тбилисском доме на улице Абашидзе.
Похоронен на Верийском кладбище в Тбилиси рядом с сыном.
Его лучший друг и партнёр по команде Михаил Коркия пережил своего товарища всего на 13 дней.
С 2006 года в Грузии ежегодно проводится Мемориал Зураба Саканделидзе — Михаила Коркии.

## Достижения
- Олимпийский чемпион 1972
- Бронзовый призёр ОИ-68
- Чемпион мира 1967 г., бронзовый призёр ЧМ-70
- Чемпион Европы 1965, 1967, 1969, 1971
- Бронзовый призёр ЧЕ-73
- Чемпион СССР 1968. Серебряный (1969) и бронзовый (1965) призёр чемпионатов СССР
- Обладатель Кубка СССР 1969
- Серебряный призёр Универсиад 1965 и 1973 гг.
- Награждён орденом «Знак Почета» (СССР) и орденами «Вахтанга Горгасала» II степени и «Чести»[5].

## Киновоплощение
В фильме «Движение вверх» (2017, реж. А. Мегердичев), который посвящён победе команды СССР на Олимпийских играх 1972 года в Мюнхене, роль Зураба Саканделидзе сыграл Иракли Микава.